# 靁凮刄
靁凮刄（らいふうじん、常用漢字字体：雷風刃）は、芸能事務所であるワーサル所属の次世代忍者集団。

## 概要
- 甲賀流忍術、伊賀流忍術、戸隠流忍術を基に現代の戦闘術やアクロバットを融合させた実践的戦闘術を取り入れている[1]。
- 山梨県南都留郡忍野村の忍野しのびの里に所在する忍者劇場である忍者らいふう屋敷を中心に活動しており、海外にても公演を行なっている[1]。
- 忍野 しのびの里 開園日の2015年10月10日は忍者アニメ・漫画『NARUTO -ナルト-』主人公 うずまきナルトの誕生日である。
- 所属経験者に坂口拓、角田明彦などがいる。
- ファンに斎藤工、山田雄司などがいる[1]。
- 関連団体に福岡黒田忍者隊が存在する。

## 経歴
2017年2月26日に坂口拓プロデュースにより結成され、角田明彦が「角田才蔵」として頭に就任。
2017年6月にソフトバンクのYahoo!ショッピングCM『忍法10倍の術篇』にてジャスティン・ビーバーと共演し、9月16日にマックスむらいの動画にて取材を受けた。
2021年1月22日にSnow Manの『それSnow Manにやらせて下さい』に出演。